# Crumomyia
Crumomyia es un género de moscas de la familia Sphaeroceridae. Se distribuyen por el Holártico y la región indomalaya.

## Especies
Se reconocen las siguientes:
- C. absoloni (Bezzi, 1914)[5]
- C. annulus (Walker, 1849)
- C. cavernicola (Papp & Roháček, 1983)[8]
- C. deemingi (Hackman, 1965)[9]
- C. fimetaria (Meigen, 1830)[2]
- C. gelida (Hackman, 1965)[9]
- C. glabrifrons (Meigen, 1830)[2]
- C. glacialis (Meigen, 1830)[2]
- C. hentscheli (Duda, 1938)[10]
- C. hissarica Kuznetzova, 1993[11]
- C. hungarica (Duda, 1938)[10]
- C. immensa (Spuler, 1925)[12]
- C. longiptera Kuznetzova, 1989[13]
- C. maculipennis (Spuler, 1925)[12]
- C. microps Roháček & Papp, 2000[14]
- C. nartshukae Kuznetzova, 1989[13]
- C. nigra (Meigen, 1830)[2]
- C. nipponica (Richards, 1964)[15]
- C. nitida (Meigen, 1830)[2]
- C. notabilis (Collin, 1902)[16]
- C. parentela (Séguy, 1963)[17]
- C. pedestris (Meigen, 1830)[2]
- C. peishulensis Kuznetzova, 1989[13]
- C. pilosa Norrbom & Kim, 1985[18]
- C. pollinodorsata (Papp, 1974)[19]
- C. promethei (Nartshuk, 1970)[20]
- C. pruinosa (Richards, 1932)[21]
- C. rohaceki Norrbom & Kim, 1985[18]
- C. roserii (Róndani, 1880)[4]
- C. setitibialis (Spuler, 1925)[12]
- C. subaptera (Malloch, 1923)[22]
- C. tyrphophila Roháček, 1999[23]
- C. zlobini Kuznetzova, 1995[24]
- C. zuskai (Roháček, 1976)[25]